# Lancer du javelot féminin aux championnats du monde d'athlétisme 2001
Navigation
Séville 1999 Paris 2003
L'épreuve du lancer du javelot féminin des championnats du monde d'athlétisme 2001 s'est déroulée les 4 et 6 août 2001 au stade du Commonwealth d'Edmonton, au Canada. Elle est remportée par la Cubaine Osleidys Menéndez.

## Résultats

### Finale
| Rang               | Athlète                | Pays      | Essais | Essais | Essais | Essais | Essais | Essais | Marque  | Notes |
| Rang               | Athlète                | Pays      | 1      | 2      | 3      | 4      | 5      | 6      | Marque  | Notes |
| ------------------ | ---------------------- | --------- | ------ | ------ | ------ | ------ | ------ | ------ | ------- | ----- |
| Médaille d'or      | Osleidys Menéndez      | Cuba      | 66.56  | 69.42  | 69.53  | X      | 65.63  | 66.70  | 69.53 m | CR    |
| Médaille d'argent  | Mirela Manjani-Tzelili | Grèce     | 64.69  | 63.80  | X      | X      | 65.78  | 62.68  | 65.78 m |       |
| Médaille de bronze | Sonia Bisset           | Cuba      | 63.14  | X      | 57.77  | 61.32  | 64.69  | X      | 64.69 m |       |
| 4                  | Nikola Tomecková       | Tchéquie  | 63.11  | 62.91  | X      | X      | 62.74  | 59.83  | 63.11 m |       |
| 5                  | Steffi Nerius          | Allemagne | 62.08  | X      | 58.52  | X      | X      | 56.01  | 62.08 m |       |
| 6                  | Mikaela Ingberg        | Finlande  | 61.94  | 60.40  | X      | 57.91  | 60.89  | 60.91  | 61.94 m |       |
| 7                  | Xiomara Rivero         | Cuba      | 58.56  | 61.60  | 59.00  | 61.27  | 61.43  | 61.40  | 61.60 m |       |
| 8                  | Aggeliki Tsiolakoudi   | Grèce     | 61.01  | 57.88  | 58.61  | 60.74  | 58.17  | 58.96  | 61.01 m |       |
| 9                  | Tatyana Shikolenko     | Russie    | 59.26  | 60.91  | X      |        |        |        | 60.91 m |       |
| 10                 | Wei Jianhua            | Chine     | 52.48  | 58.31  | 58.45  |        |        |        | 58.45 m |       |
| 11                 | Claudia Coslovich      | Italie    | 54.46  | 57.27  | 56.08  |        |        |        | 57.27 m |       |
| 12                 | Taina Kolkkala         | Finlande  | 53.72  | 57.21  | 53.19  |        |        |        | 57.21 m |       |

## Légende
Records et Performances
- AR : Record continental (area record)
- CR : Record des championnats (championship record)
- MR : Record du meeting (meet record)
- NR : Record national (national record)
- OR : Record olympique (olympic record)
- PR : Record paralympique (paralympic record)
- PB : Record personnel (personal best)
- SB : Meilleure performance personnelle de la saison (season's best)
- WL : Meilleure performance mondiale de l'année (world leader)
- WJR : Record du monde junior (world junior record)
- WR : Record du monde (world record)

Circonstances et Conditions
- DNF : N'a pas terminé (did not finish)
- DNS : N'a pas pris le départ (did not start)
- DQ : Disqualification (disqualification)
- NM : Aucun essai valable enregistré (No Mark)
- Q : Qualifié « directement » au prochain tour (ou à la prochaine compétition), lors d'une compétition majeure, grâce au classement ou à la réalisation des minima (automatic qualifier)
- q : Qualifié au prochain tour (ou à la prochaine compétition), lors d'une compétition majeure, grâce au repêchage ou à la réalisation de l'une des meilleures performances parmi celles des « non qualifiés directement » (grâce au meilleur temps ou à la meilleure distance par exemple) (secondary qualifier)